# Красная Заря (Азовский район)
Красная Заря — хутор Азовского района Ростовской области.
Входит в состав Александровского сельского поселения.

## География
Расположен в 65 км (по дорогам) юго-западнее районного центра — города Азова, на правом берегу реки Мокрая Чубурка.
На хуторе имеется одна улица: Мира.

## Население
| 1989 | 2002 | 2010 |
| ---- | ---- | ---- |
| 34   | ↗39  | ↘33  |